# Костицын, Андрей Олегович
Андре́й Оле́гович Кости́цын (бел. Андрэй Алегавіч Касціцын; род. 3 февраля 1985, Новополоцк, Витебская область) — белорусский хоккеист.
Второй по результативности после Михаила Грабовского белорусский хоккеист в НХЛ.
Старший брат хоккеиста Сергея Костицына, c которым выступал за «Нэшвилл Предаторз» и «Монреаль Канадиенс».

## Биография
Воспитанник новополоцкой детско-юношеской хоккейной школы.
За национальную сборную Беларуси выступает с 2002 года. Участник чемпионатов мира 2003, 2004 в первом дивизионе, 2005, 2006, 2008, 2011, 2012, 2014, 2015, 2017 годов в составе сборной Беларуси.
По состоянию на конец сезона 2010/11 провёл в регулярных чемпионатах НХЛ 326 игр, в которых набрал 186 (87+99) очков.
В феврале 2012 года «Монреаль Канадиенс» обменял Андрея Костицына в «Нэшвилл». Компенсацией за Костицына стали выбор во втором раунде драфта и условный выбор на драфте 2013 года. В 2012 году Андрей отправился в Россию в «Трактор», с которым стал финалистом Кубка Гагарина.
В октябре 2014 года «Трактор» выставил Костицына на драфт отказов. А по истечении отведенного регламентом времени предложений по переходу не последовало, и «Трактор» отказался ссылать Костицына в фарм-клуб.
В мае после успешного выступления сборной Белоруссии на чемпионате мире в Остраве, где Костицын был одним из лучших бомбардиров, появилась информация, что он может заключить контракт с клубом НХЛ. Перешёл в «Торпедо».

## Достижения
- Лучший хоккеист Беларуси 2008, 2020 года
- Серебряный призёр чемпионата КХЛ в сезоне 2012/2013 в составе челябинского «Трактора».

## Статистика
```
*по состоянию на 01.09.2015                                            
                                            --- Regular Season ---  ---- Playoffs ----
Season   Team                        Lge    GP    G    A  Pts  PIM  GP   G   A Pts PIM
--------------------------------------------------------------------------------------
2000-01	 Полимир (Новополоцк)                1	  2    1   3	2    -   -   -   -   -
2000-01	 Полимир (Новополоцк)       EEHL     5	  1    0   1	0    -   -   -   -   -
2000-01	 Юность (Минск)                      3    1    4   5	8    -   -   -   -   -
2000-01	 ХК Витебск                         17	 17    6  23   42    -   -   -   -   -
2001-02	 Полимир (Новополоцк)               17	  9    6  15   28    -   -   -   -   -
2001-02	 Полимир (Новополоцк)       EEHL    29	  9    8  17   16    -   -   -   -   -
2001-02	 Юность (Минск)                      6	  2    0   2	8    -   -   -   -   -
2002-03	 ЦСКА (Москва)                       6	  0    0   0	2    -   -   -   -   -
2002-03	 Химик (Воскресенск)                 2	  1    1   2	0    -   -   -   -   -
2002-03	 Юность (Минск)                      4	  6    4  10   43    -   -   -   -   -
2002-03	 ЦСКА 2 (Москва)                     3	  2    2   4   25    -   -   -   -   -
2003-04	 ЦСКА (Москва)                      12	  0    1   1	2    -   -   -   -   -
2004-05	 Hamilton Bulldogs           AHL    66	 12   11  23   24    3	 0   0	 0   0
2005-06	 Montreal Canadiens          NHL    12	  2    1   3	2    -   -   -   -   -
2005-06	 Hamilton Bulldogs           AHL    64	 18   29  47   76    -   -   -   -   -
2006-07  Montreal Canadiens	         NHL    22	  1   10  11	6    -   -   -   -   -
2006-07	 Hamilton Bulldogs           AHL    50	 21   31  52   50    -   -   -   -   -
2007-08	 Montreal Canadiens	         NHL    78	 26   27  53   29   12	 5   3	 8   2
2008-09	 Montreal Canadiens	         NHL    74	 23   18  41   50    4	 1   0	 1   2
2009-10  Montreal Canadiens	         NHL    59	 15   18  33   32   19	 3   5	 8  12
2010-11	 Montreal Canadiens	         NHL    81	 20   25  45   36    6	 2   0	 2   6
2011-12	 Montreal Canadiens	         NHL    53	 12   12  24   16    -   -   -   -   -
2011-12	 Nashville Predators	     NHL    19	  4    8  12   10    8   3   1	 4   2
2012-13  Трактор (Челябинск)         КХЛ    44   13    8  21   82   23   3   6   9  10
2013-14  Трактор (Челябинск)         КХЛ    54   13   18  31   32    1   0   0   0   0
2014-15  Трактор (Челябинск)         КХЛ    13    2    2   4    8                             
2014-15  ХК Сочи (Сочи)              КХЛ    37   11   20  31   39    4   0   1   1   0  
[
5
]

2015-16  Торпедо (Нижний Новгород)   КХЛ     9    0    2   2   16  
2015-16  ХК Сочи (Сочи)              КХЛ     1    1    0   0    0 
2016-17  ХК Сочи (Сочи)              КХЛ     51   16   18  34  49    -   -   -   -
2017-18  Куньлунь Ред Стар (Пекин)   КХЛ     22   3    10  13  16    -   -   -   -
2018-19  Динамо (Минск)              КХЛ     50   14   14  28  28    -   -   -   -
```